# Ya'arab bin Bel'arab
Ya'arab bin Bel'arab (... – Nizwa, 16 marzo 1723), è stato sultano di Mascate nel 1722.
Fu uno degli imam rivali che si contesero il paese in un periodo di guerre civili che segnò gli ultimi anni della dinastia Yaruba.
Ya'arab bin Bel'arab era cugino di Sayf bin Sultan II, il giovane figlio di Sultan bin Sayf II. Sayf bin Sultan II aveva dodici anni quando nel 1718 suo padre, l'imam Sultan bin Sayf II, morì. Sebbene fosse stato nominato successore e fosse popolare tra la gente, gli ulama decisero che era troppo giovane per ricoprire l'incarico e favorì il prozio Muhanna bin Sultan. Nel 1719 Muhanna bin Sultan fu condotto nel forte di Rustaq di nascosto e proclamato imam. Nonostante in breve tempo fosse riuscito a raggiungere successi commerciali e militari, Muhanna rimase impopolare e nel 1720 fu deposto e ucciso da Ya'arab bin Bel'arab.
Ya'arab si proclamò reggente durante la minore età di suo cugino. Nel maggio del 1722 egli fece il passo successivo e si proclamò imam. Ciò causò una rivolta guidata da Bel'arab bin Nasir, un parente per matrimonio dell'imam deposto. Dopo alcune schermaglie, Ya'arab bin Bel'arab fu sconfitto a Nizwa e il giovane Sayf bin Sultan II fu nuovamente proclamato imam, questa volta con Bela'rab bin Nasir come reggente.
Mohammed bin Nasir fu tra i notabili che giunsero a Rustaq per congratularsi con lui. Per qualche ragione, Bel'arab bin Nasir litigò con Mohammed bin Nasir, che prese provvedimenti per organizzare una ribellione in alleanza con l'ex imam Ya'arab bin Bel'arab. Dopo una serie di sconfitte, Bel'arab bin Nasir fu costretto ad accettare i termini di pace in base ai quali avrebbe ceduto tutti i forti del paese.
Ya'arab morì a Nizwa il 16 marzo 1723.